# Bartolomeo Orioli

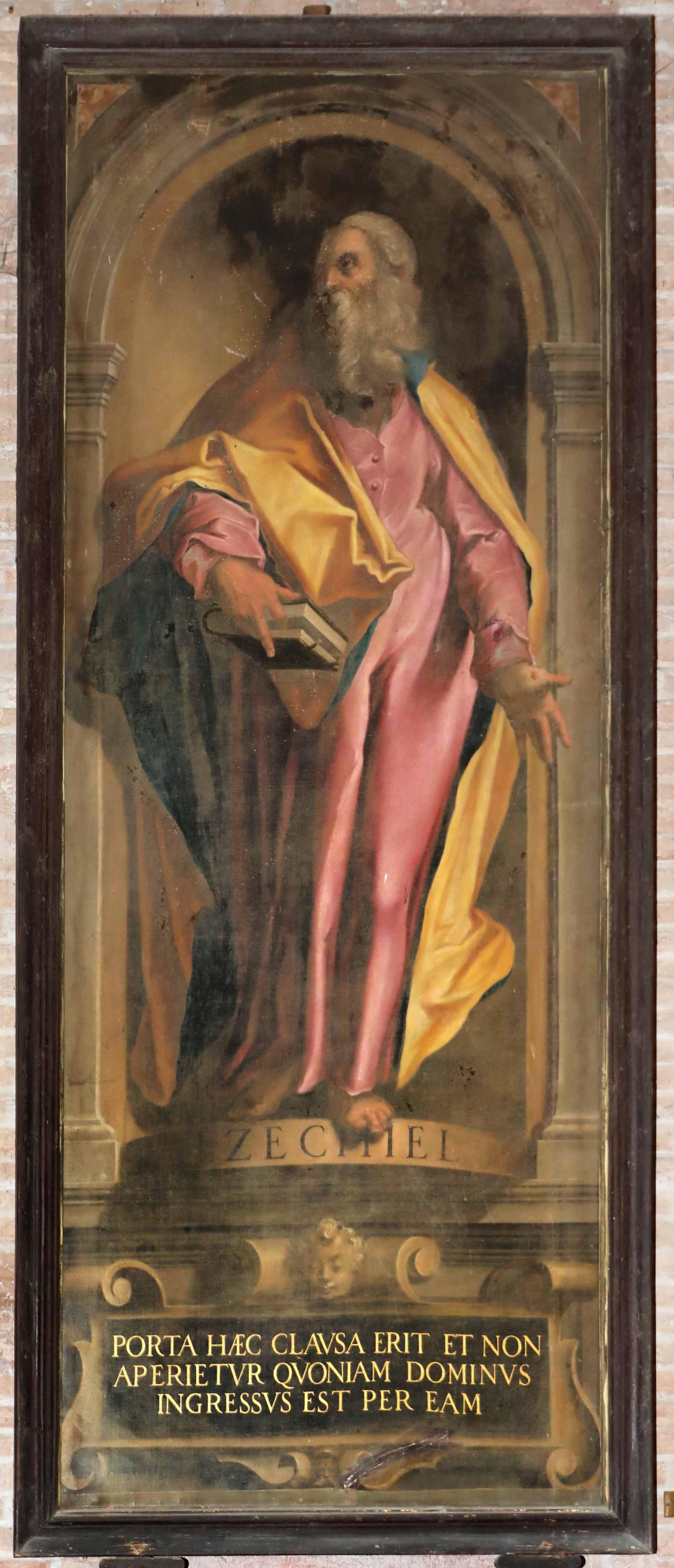
Ezechiele, chiesa di San Nicolò, Treviso

Bartolomeo Orioli (Treviso, 1568 circa – Treviso, tra il 1627 e il 1628) è stato un pittore italiano.

## Biografia
Figlio di Giovanni Maria detto Zerbino, di professione orefice, e di una Laura, nacque in una famiglia di tradizioni culturali. Discendeva infatti da un omonimo (di cui si hanno notizie dal 1536 al 1557) autore di poemi cavallereschi in lingua rustica. Lo stesso nipote fu poeta per diletto e, aiutato dalla moglie Lucrezia Sartori, nel 1622 pubblicò una raccolta di componimenti encomiastici.
Non si conosce niente di certo attorno alla sua formazione. Sappiamo però che nel 1606 tra l'Orioli e il padre era insorta una causa sulle spese fatte mentre i due vivevano insieme; Giovanni Maria dichiarò di essersi preoccupato direttamente degli studi del figlio, procurandogli opere di valenti pittori da copiare. Da ciò si è concluso che l'Orioli fosse soprattutto un autodidatta e, dall'analisi delle sue opere, si è potuto constatare una vicinanza al tardo manierismo veneto (tra i suoi modelli Giacomo Lauro, Cosimo da Castelfranco, Palma il Giovane, Andrea Vicentino), mentre del tutto assente è l'influenza della pittura nordeuropea, presente proprio a Treviso con Ludovico Pozzoserrato.
Anche sui suoi esordi mancano notizie, e in un atto notarile del 1598 si definiva già «pictore». Le sue prime opere note sono del 1601, firmata e datata, Madonna con Bambino e i santi Teonisto, Tabra e Tabrata sopra l'altare maggiore della parrocchiale di Casier e del 1602, un'Assunzione della Vergine e santi per l'altare maggiore della Chiesa dell'Assunta di Noale.
Le opere del decennio successivo mostrano delle caratteristiche simile a questa: una resa espressiva ancora incerta ma bilanciata da una maggiore consapevolezza nelle dinamiche strutturali e l'adozione dei criteri dettati dalla Controriforma. A questo periodo appartengono le Sante Elena, Agata e Apolonnia, pala per la parrocchiale di Monigo (1603), la Vergine col Bambino e quattro santi per la pieve di Montebelluna (1607), il Martirio di san Bartolomeo per la parrocchiale di Merlengo (1607). Le fonti gli attribuiscono anche altre opere coeve, come la Santa Lucia per la chiesa di San Vito (Treviso), il San Gregorio in cattedra e quattro santi della Biblioteca capitolare di Treviso e la Madonna del Carmelo e i santi Francesco e Carlo Borromeo per la parrocchiale di Altivole; sue potrebbero essere anche la Vergine in gloria e quattro santi nella chiesa di San Nicolò (Treviso) e la Madonna del Rosario della parrocchiale di Castagnole. Inoltre, durante il bombardamento di Treviso del 1944 sono andate perdute le decorazioni dell'organo e del coro della chiesa di San Paolo (pagate nel 1608-1610) e due lunette della Scuola del Sacramento del Duomo (pagate nel 1609).
A partire dalla pala con Sant'Ambrogio e i santi Giovanni Battista e Luca, nella parrocchiale di Fiera (1610), si osserva una resa cromatica decisamente più luminosa e campiture di maggior respiro. Agli anni successivi dovrebbero quindi essere collocate il Riposo nella fuga in Egitto della parrocchiale di Paderno, e la Madonna del Rosario e santi della parrocchiale di Sant'Alberto.
Del 1610 è un Ritratto virile, con richiami a Leandro da Ponte. Pur essendo l'unica opera del genere rimasta, l'Orioli fu un apprezzato ritrattista e lo dimostrano i perduti Ritratti di trenta domenicani illustri che le fonti ricordano nella Biblioteca Capitolare di Treviso.
Bisognerà aspettare gli anni 1620 per avere altre testimonianze sull'attività dell'Orioli. Questa lacuna potrebbe essere in relazione con un periodo trascorso a Ferrara (dovuto a «certi suoi lievi accidenti») di cui abbiamo notizia in una lettera del trevigiano Fulvio Anselmi indirizzata a Girolamo Magnanini, principe dell'Accademia degli Intrepidi e risalente al 1616. Vero è che agli inizi di quello stesso anno il pittore si trovava ancora a Treviso, poiché Nestore e Sigismondo Avogadro lo avevano incaricato di stilare l'inventario delle loro collezioni.
Il secondo periodo di attività inizia sul principio degli anni 1620 con la Vergine e santi per la parrocchiale di Trevignano. Nel 1624 realizzò il perduto Ritratto di Bartolomeo Burchelati davanti all'immagine della Madonna Granda, accompagnato da un'iscrizione latina dettata dallo stesso umanista. Questa commissione dimostra come l'Orioli fosse ormai pienamente inserito nei vertici della vita culturale trevigiana. Altra prestigiosa committenza fu la confraternita del Battuti di Treviso per la quale realizzò, poco dopo, il ciclo di dipinti della chiesa di Santa Croce; spicca fra questi la grande Processione cittadina con la reliquia, caratterizzata da una resa naturalistica dei ritratti e del contesto urbano, ipotizzando una vicinanza a Pietro Damini.
Furono, probabilmente, gli ultimi lavori del pittore che morì tra la fine del 1627 e l'inizio del 1628. Qualche mese dopo scomparve anche il giovane figlio Deifilo, suo collaboratore e autore di un Miracolo dell'eucaristia nella parrocchiale di Arcade.